# Le Comte de Floridablanca et Goya
Le Comte de Floridablanca et Goya (en espagnol : El conde de Floridablanca y Goya) est une huile sur toile réalisée par Francisco de Goya en 1783.

## Contexte de l'œuvre
Nommé ambassadeur à Rome, les succès de José Moñino y Redondo de Floridablanca favorisent son ascension au poste de premier Secrétaire d'État, auquel il restera 15 ans. Tombé en disgrâce en 1792, il se retire dans sa ville natale, Murcie, jusqu'en 1808, où il est nommé Président de la Junte suprême pendant la guerre d'indépendance espagnole. Il meurt la même année.
Quand Goya fait son portrait, le comte est au sommet de son pouvoir.

## Description du tableau
Le comte de Floridablanca est représenté debout, distant et se dirigeant au peintre qui lui présente un tableau. Derrière lui, un autre personnage — peut-être l'architecte Ventura Rodríguez en train de réaliser les plans du Canal d'Aragon, projet majeur de Floridablanca, éparpillés par terre, et symbolisant le travail bureaucratique comme une nouvelle valeur de la classe dirigeante — se tient derrière une table d'une nappe verte sur laquelle est posée une élégante horloge dorée et au-dessus de laquelle est accroché un tableau ovale de Charles III.
Le comte est vêtu élégamment d'un costume de velours rouge, avec une veste et des chaussettes blanches, des chaussures avec une boucle dorée et l'écharpe de l'Ordre du Saint-Esprit du roi Charles III. Il est représenté avec un visage intelligent qui regarde le spectateur avec l'orgueil du poste qu'il occupe.
Goya, pour l'un de ses premiers grands portraits de personnalités prestigieuses, s'applique particulièrement sur le rendu des broderies et des dentelles pour bien mettre en avant la qualité de la personne représentée et ainsi s'attirer les faveurs des nobles madrilènes, qui rapidement commenceront à lui commander des portraits. Cependant, comme dans tous les portraits du peintre, la personnalité du modèle est particulièrement travaillée et on peut dénoter une influence de Diego Velázquez, que le jeune Goya admire. Il y montre par ailleurs une relation entre le peintre et le commanditaire très particulière, qui voit le ministre dans la lumière et le peintre dans l'ombre et rendu plus petit par un effet de perspective afin de mettre en évidence la condition sociale des personnages.